# Conobea
Genre
Classification APG III (2009)
Conobea est un genre végétal de la famille des Plantaginaceae (Scrophulariaceae selon l'ancienne classification classique de Cronquist (1981)). L'espèce type est Conobea aquatica Aubl..

## Description
Le genre Conobea regroupe des plantes herbacées dressées à prostrée, à tiges cylindriques ou quadrangulaires. Les feuilles sont opposées, sessiles ou pétiolées, crénelées à dentelées, palmées ou pennées. L'inflorescence se compose de fleurs ou de grappes solitaires à l'aisselle des feuilles. On compte 1 ou 2 bractées à l'apex du pédicelle ou insérées à la base du calice, qui sont beaucoup plus courtes que les segments du calice, qui comporte 5 sépales égaux ou subégaux, quasiment séparés jusqu'à leur base. La corolle est bilabiée, avec 5 lobes. La lèvre supérieure est externe lorsque la fleur est en bouton, le palais pubescent. Les 4 étamines sont didynames, et les anthères ont deux thèques. Le style est ramifié et les stigmates se sont aplatis. Le fruit est une capsule globuleuse, septicide et loculicide à 4 valves, et à masse placentaire autoportante. Les nombreuses graines, sont nervurées longitudinalement et parfois avec des parois transversales légèrement réticulées.

## Histoire naturelle
En 1775, le botaniste Aublet propose la diagnose suivante : 
« CONOBEA. (Tabula 258.)

CAL. Perianthium monophyllum, quinquedentatum, denticulis acutis, intrà duo folia oppoſita, oblonga, acuta, ſurffultum. 
COR. monopetala, ringens, tubus oblongus, ſenſim ampliatus; limbus bilabiatus, limbo ſuperiori etecto, emarginato, inreriori trifido, lobo intermedio latiori, concavo, lateralibus brevioribus. 
STAM. Filament a quatuor, duo longiora, duo breviora, tubo inſerta. Antheræ ſagittatæ, biloculares. 
PIST. Germen fubrotundum. Stylus tenuis, hirſutus. Stigma bilobum. 
PER. Capsula fubrotunda, unilocularis, quadrivalvis, apice dehiscens. 

SEM. plura, minuta, oblonga, ſtriata, placentæ affixa. »
— Fusée-Aublet, 1775.

## Liste d'espèces
Selon (en) The Plant List : Conobea  (consulté le 9 décembre 2021) :

### Taxons valides
- Conobea aquatica Aubl.
- Conobea polystachya Minod
- Conobea punctata Nees & Mart.
- Conobea scoparioides (Cham. & Schltdl.) Benth.

### Taxon non résolu
- Conobea viscosa Spreng.